# سانتياغو رويز
سانتياغو رويز (بالإسبانية: Santiago Ruiz) (12 يناير 1997 بكولومبيا - ) هو لاعب كرة قدم كولومبي في مركز الدفاع. لعب مع نادي إنفيغادو.

## وصلات خارجية
- سانتياغو رويز على موقع قاعدة بيانات كرة القدم.إي يو (الإنجليزية)
- سانتياغو رويز على موقع Soccerway.com (الإنجليزية)
- سانتياغو رويز على موقع عالم كرة القدم.نت (الإنجليزية)
- سانتياغو رويز على موقع AS.com (الإسبانية)